# Kienbacherbach
Der Kienbacherbach ist ein rund 2,5 Kilometer langer, linker Nebenfluss des Oswaldgrabenbachs in der Steiermark.

## Verlauf
Der Kienbacherbach entsteht im westlichen Teil der Gemeinde Kainach bei Voitsberg, im nördlichen Teil der Katastralgemeinde Oswaldgraben, nordöstlich der Gegend Almschlag. Er fließt im Oberlauf in einem flachen Linksbogen, ehe er nördlich des Hofes Draschl in einen flachen Rechts- und direkt westlich des Hofes Draschl wieder in einem flachen Linksbogen fließt. Etwa 500 Meter vor der Mündung mäandert der Kienbacherbach etwas. Insgesamt fließt der Kienbacherbach nach Süden. Im Süden der Katastralgemeinde Oswaldgraben mündet er nordwestlich des Hofes Hanker und westlich des Hofes Bachbauer in den Oswaldgrabenbach, der danach noch etwa 30 Meter geradeaus fließt, ehe er nach links abbiegt.
Auf seinem Lauf durchfließt der Kienbacherbach den Kienbachergraben und nimmt keine anderen Wasserläufe auf.